# Traslitterazione Wylie
Lo schema di traslitterazione Wylie è un metodo per la traslitterazione della scrittura tibetana utilizzando solo le lettere disponibili su una tipica tastiera inglese. Esso porta il nome di Turrell Wylie, che ha descritto il metodo nell'articolo A Standard System of Tibetan Transcription pubblicato nel 1959.
Qualsiasi schema di romanizzazione dell'alfabeto tibetano si trova di fronte ad un dilemma: si dovrebbe cercare di riprodurre fedelmente i suoni del parlato tibetano, o l'ortografia del tibetano scritto?
La differenza è grande poiché l'ortografia tibetana venne stabilita nell'XI secolo, mentre la pronuncia ha continuato ad evolversi. I precedenti sistemi di trascrizione hanno cercato di separare la differenze con il risultato che essi non hanno raggiunto l'obiettivo perfettamente. La traslitterazione di Wylie è stata progettata proprio per traslitterare la scrittura tibetana, quindi è stata accettata nel mondo accademico e di studi storici. Non è destinata ad aiutare nella corretta pronuncia di una parola tibetana.